# Michael Ryderstedt
Michael Ryderstedt, né le 12 novembre 1984 à Stockholm, est un joueur de tennis suédois, professionnel entre 2002 et 2012.
Il compte à son palmarès 12 tournois Future (dont 9 en simple) et 3 tournois Challenger : Dallas en simple en 2005, Telde en 2006 et Tampere en 2008 en double. Il a représenté la Suède en Coupe Davis en 2011 et en 2012 et a perdu les six matchs qu'il a disputés.
Le meilleur résultat de sa carrière est d'avoir atteint la finale de l'Open de Stockholm associé à Johan Brunström en 2008, ainsi que les demi-finales de l'édition 2004 en simple : classé 239e mondial, il élimine Feliciano López (27e) au second tour, puis Joachim Johansson (11e) en quarts. Il s'incline ensuite contre Thomas Johansson. Par la suite, il a gagné cinq autres matchs sur le circuit ATP, tous en Suède, le dernier à Båstad en 2011 où il est quart de finaliste.

## Palmarès

### Finale en double (1)
| No | Date       | Nom et lieu du tournoi      | Catégorie   | Dotation  | Surface    | Vainqueurs                   | Partenaire      | Score    |          |
| -- | ---------- | --------------------------- | ----------- | --------- | ---------- | ---------------------------- | --------------- | -------- | -------- |
| 1  | 06/10/2008 | If Stockholm Open Stockholm | Int' Series | 692 000 € | Dur (int.) | Jonas Björkman Kevin Ullyett | Johan Brunström | 6-1, 6-3 | Parcours |